# Richard Sacher (novinář)
Richard Sacher (* 20. března 1974 Brno) je český novinář, spisovatel, editor, moderátor, zpěvák a astrolog.
Pracoval v deníku Blesk, týdenících Rytmus života a Katka, spolupracoval s tištěnými i internetovými médii (např. Ahoj na sobotu, Nitriansky hlásnik, Trnavský hlas, Život, JOY, New Express, Telegraf aj.) a byl šéfredaktorem časopisu Bob Dance (street dance). Je autorem několika knih, např. Byl jsem bulvární novinář či Schůzky s tajemnem. Jako astrolog má zájezdový pořad Večer s astrologem a spolupracuje se čtrnáctideníkem Spirit.

## Život a dílo
Narodil se v Brně, vystudoval gymnázium na Slovanském náměstí.
V roce 1993 jej básník Jaroslav Holoubek, tehdejší šéfredaktor deníku Blesk, přijal na pozici redaktora rubriky Společnost.
Byl šéfredaktorem několika tištěných speciálů (např. Horoskopy na rok 2001), na nichž spolupracoval s astroložkou Olgou Krumlovskou. Během svého působení v nakladatelství Burda Praha vydal svoji první "středně šokující" knihu Byl jsem bulvární novinář (Formát, 2000).
Spolupracoval se spisovatelkou Simonou Monyovou – moderoval křty jejích knih, publikoval rozhovory s ní ve svých knihách (např. Dýchla na mě smrt a Největší trapasy mého života). Po její smrti o ní napsal knihu Simona Monyová – Život a smrt.
Prosadil se také jako zpěvák - vydal dvě sólová alba v ČR, jedno na Slovensku. V anketě Český slavík 2001 se umístil na 15. místě v kategorii Zpěváci.
Od roku 1994 se zabývá agenturní činností v oblasti kultury a zároveň psaním scénářů a produkcí uměleckých pořadů.
Věnuje se studiu astrologie a publikaci článků na toto téma.
S veřejností komunikuje prostřednictvím internetových stránek. 